# Micaela Schäfer

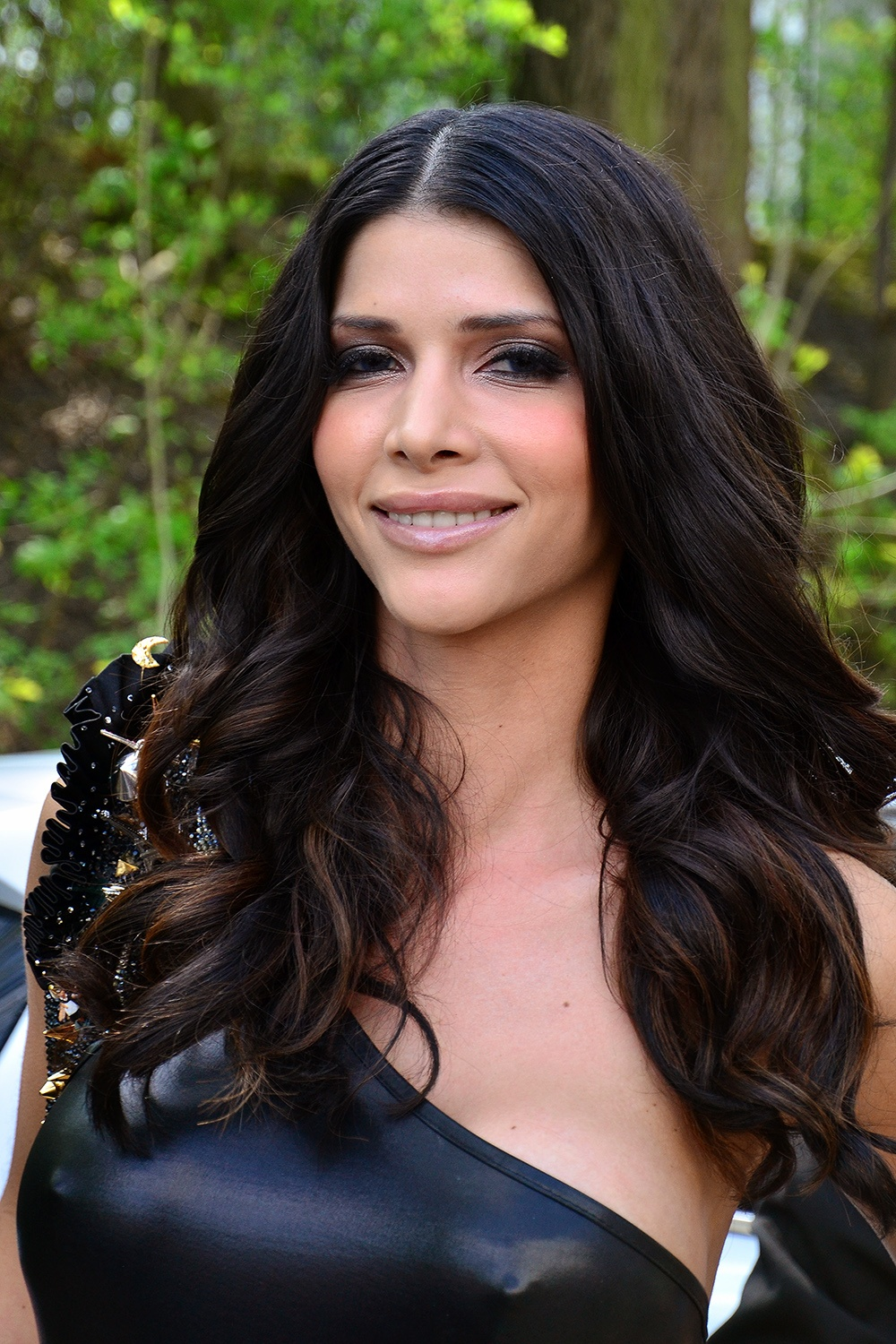
Micaela Schäfer (2013)

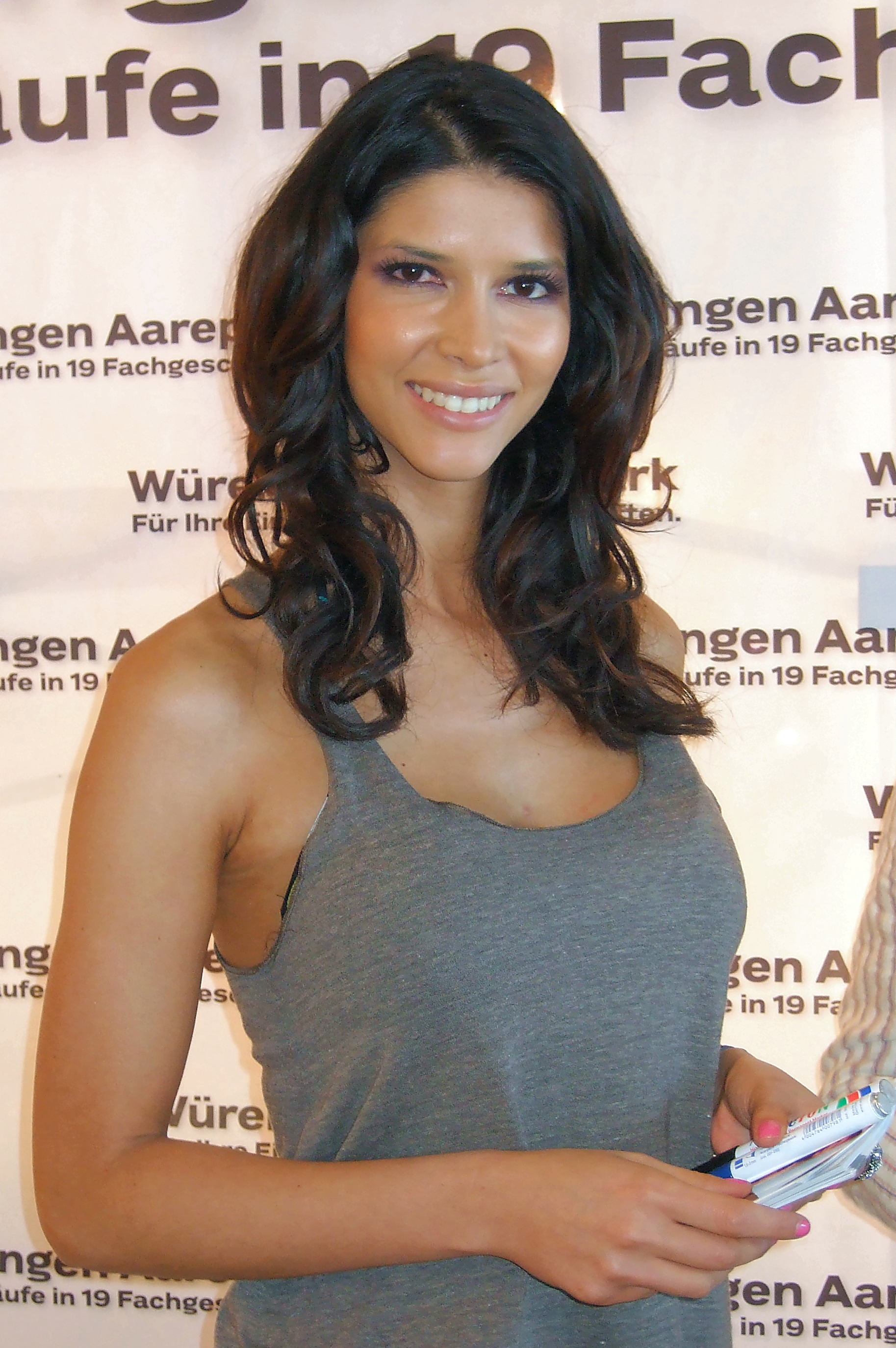
Micaela Schäfer (2012)

Micaela Schäfer (* 1. November 1983 in Leipzig) ist ein deutsches Erotikmodel, Moderatorin, Schauspielerin, DJane und Partymusiksängerin. Sie wurde 2006 durch die Teilnahme an der ersten Staffel von Germany’s Next Topmodel sowie 2012 an der sechsten Staffel von Ich bin ein Star – Holt mich hier raus! bekannt.

## Leben und Karriere
Schäfer wurde 1983 in Leipzig geboren und lebte zwei Jahre dort, bevor sie mit ihrer alleinerziehenden Mutter – einer Diplom-Ökonomin und Bibliotheksmitarbeiterin – in den Ost-Berliner Bezirk Marzahn und später nach Hellersdorf zog und dort aufwuchs.:17 ff. Ihren brasilianischen Vater – der Medizin studiert hat – hat sie nicht kennengelernt. Sie besuchte das Hellersdorfer Sartre-Gymnasium, das sie nach der zehnten Klasse verließ,:24 danach absolvierte sie eine Ausbildung zur pharmazeutisch-kaufmännischen Angestellten.:26
Im Alter von 15 Jahren ließ sie sich die Nase korrigieren, mit 18 folgte ihre erste Brustvergrößerung.:25 Nach diesen Schönheitsoperationen nahm Schäfer an verschiedenen Misswahlen teil und wurde 2003 „Miss Tempelhof“,:31 f. bei der darauffolgenden Wahl zur „Miss Berlin“ wurde sie Vierte.:31 f. 2004 wurde sie „Miss Ostdeutschland“ und trat zur Wahl der „Miss Germany“ an, wurde jedoch wegen vorab veröffentlichter Oben-ohne-Fotos vom Wettbewerb ausgeschlossen, die kurz vorher bei einem Fotoshooting für die deutsche Version des Penthouse entstanden waren.:32 ff. 2005 wählte man sie zur „Miss Venus“, im Folgejahr wurde sie „Miss Maxim“.
2006 war sie Kandidatin in der ersten Staffel der ProSieben-Castingshow Germany’s Next Topmodel von Heidi Klum und belegte den achten Platz. Es folgten Fernsehauftritte in Sendungen wie Big Brother, Das Aschenputtel-Experiment, Reality Queens auf Safari, Das perfekte Dinner und der langjährigen taff-Rubrik Hot 5. Zudem war sie als Nebendarstellerin in Fernsehserien zu sehen, so in R. I. S. – Die Sprache der Toten, Der Kriminalist oder Anna und die Liebe und 2011 in einem Kurzauftritt im Fernsehfilm Flirtcamp. 2012 erreichte Schäfer in der sechsten Staffel von Ich bin ein Star – Holt mich hier raus! den vierten Platz. Im März desselben Jahres nahm sie am ProSieben-Promiboxen teil, bei dem sie gegen Indira Weis nach Punkten verlor. Trainiert wurde sie dabei von der ehemaligen Weltmeisterin Susi Kentikian und dem Österreicher Oliver Obradovic.
2009 veröffentlichte Schäfer in Zusammenarbeit mit Loona das Stück Life Is Just a Game. Ende 2011 erschien U-Bahn ins Paradies, ein zusammen mit dem Model Franziska Czurratis gesungener Titel. Damit war das Duo zuvor als La Mica & the Fränzi bei Das Supertalent aufgetreten. Als DJane La Mica legt Schäfer in Clubs Dance-Pop auf. Da sie dabei mitunter barbusig auftritt, erhielt sie die Bezeichnung „Nackt-DJane“. 2012 gewann sie auf der Erotikmesse Venus Berlin den Venus Award als „Bestes Erotikmodel des Jahres“ und wurde von den Lesern des Penthouse, für dem sie im November 2012 posierte, zum „Penthouse Pet des Jahres 2012“ gewählt. 2013 nahm sie am Promi-Frauentausch teil. Sie tauschte ihren Alltag mit dem von Schäfer Heinrich. Zusammen mit Sophia Wollersheim war sie 2013 das Werbegesicht der Berliner Venus.
Erotische Aufnahmen von Schäfer erschienen unter anderem auch in den Männermagazinen Playboy, Men’s Health und FHM. Sie moderierte zudem auf verschiedenen Erotikmessen und modelte auf der Berliner Fashionweek. Die Werbung von redcoon unter Mitwirkung von Schäfer wurde 2013 vom Deutschen Werberat gerügt. Die Dreharbeiten zum Musikvideo Freibierotto von den Dorfrockern sorgte im Vorfeld seiner Veröffentlichung durch ein Pressefoto in der katholischen Kirche St. Kilian und Gefährten von Fabrikschleichach für eine Kontroverse. 2014 wurde sie auf der Venus Berlin erneut als „Bestes Erotikmodel“ ausgezeichnet. Im selben Jahr erschien ihre Autobiografie unter dem Titel Lieber nackt als gar keine Masche. sowie die beiden Horrorfilme Seed 2: The New Breed und La Petite Mort II, in denen Marcel Walz Regie führte und sie in Nebenrollen zu sehen ist. 2015 nahm sie an der Sendung Ich bin ein Star – Lasst mich wieder rein! teil.
Auch 2015 und 2016 trat sie erneut als Werbeträgerin für die Venus Berlin in Erscheinung. Im Oktober 2016 erschien sie auf dem Cover des Penthouse. Im Sommer 2018 nahm sie mit ihrem damaligen Freund Felix Steiner an der Sendung Das Sommerhaus der Stars – Kampf der Promipaare teil. 2019 zog sie als Überraschungskandidatin in das Haus von Get the F*ck out of my House ein. 14 Jahre nach ihrer Teilnahme an Germany’s Next Topmodel war Schäfer 2020 im Finale der 15. Staffel erneut in der Show auf dem Laufsteg zu sehen. 2020 und 2021 war Schäfer Kandidatin in der Sat.1-Spielshow Die Festspiele der Reality Stars – Wer ist die hellste Kerze?. Anfang November 2022 wurde Schäfers Teilnahme an der 10. Staffel von Promi Big Brother bekannt. Sie kam ins Finale und belegte den 2. Platz. Im April 2024 wurde sie Mitglied der CDU. 2025 war sie bei The 50 zu sehen. Schäfer ist Geschäftsführerin ihrer eigenen GmbH, in der ihre Einkünfte aus dem auf drei Erotik-Bezahlplattformen (darunter OnlyFans) bereitgestellten Webinhalt und DJane-Auftritten zusammengeführt werden.

## Reality-TV-Shows
- 2006: Germany’s Next Topmodel (ProSieben)
- 2010: Big Brother (Sat1)
- 2012: Promiboxen (ProSieben)
- 2012: Ich bin ein Star – Holt mich hier raus! (RTL)
- 2012: Das perfekte Promi Dinner  (VOX)
- 2013: Reality Queens auf Safari (ProSieben)
- 2013: Promi Frauentausch (RTL2)
- 2015: Ich bin ein Star – Lasst mich wieder rein! (RTL)
- 2018: Das Sommerhaus der Stars – Kampf der Promipaare (RTL)
- 2019: Get the F*ck out of my House (Gast-Auftritt)
- 2020: Die Festspiele der Reality Stars – Wer ist die hellste Kerze? (Sat1)
- 2021: Die Festspiele der Reality Stars – Wer ist die hellste Kerze? (Sat1)
- 2022: Ich bin ein Star – Holt mich hier raus! Die große Dschungelparty
- 2022: Ich bin ein Star – Die Stunde danach (RTL)
- 2022: Promi Big Brother (Sat.1)
- 2023: Promi Big Brother – Die Late Night Show (Sat.1)
- 2025: The 50 (Prime Video)

## Filmografie

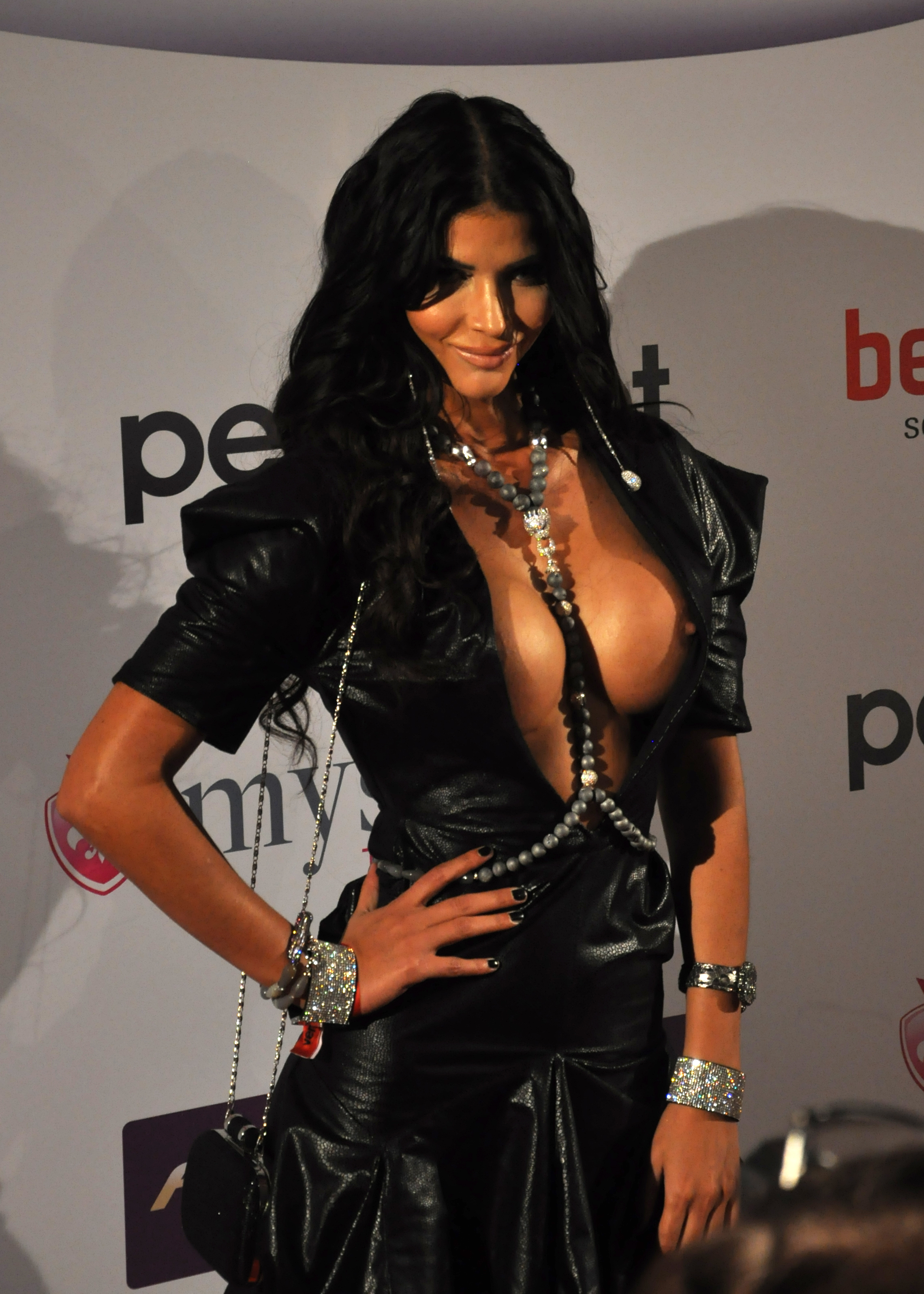
Micaela Schäfer (2014)

- 2007: R. I. S. – Die Sprache der Toten (Fernsehserie, Folge Mohnblume)
- 2010: Der Kriminalist (Fernsehserie, Folge Das Verhör)
- 2014: Seed 2: The New Breed
- 2014: La Petite Mort 2: Nasty Tapes
- 2015: Casting des Todes (Kurzfilm)
- 2017: Alarm für Cobra 11 – Die Autobahnpolizei (Fernsehserie, Folge Summer & Sharky)
- 2018: Skin Creepers
- 2019: Tal der Skorpione
- 2021: Browser Ballett – Satire in Serie (Folge 2)

## Diskografie
- 2010: Life is just a game 2010 – La Mica feat. Loona
- 2011: U-Bahn ins Paradies – Micaela Schäfer feat. Fränzi
- 2012: So Much Love – La Mica feat. Polina & Miami INC
- 2013: U Made for Me – Micaela Schäfer feat. Heidi Anne
- 2013: Jump! – Oliver deVille feat. Micaela Schäfer
- 2014: Michaela
- 2014: Blasmusik – Finger & Kadel feat. Micaela Schäfer
- 2015: Partypolizei
- 2015: Rock Me Tonight – Micaela Schäfer & DJ Squizz feat. Vivienne Baur
- 2015: Deine Freundin – Jörg & Dragan (Die Autohändler) feat. Micaela Schäfer
- 2015: Venus
- 2016: Let Me Wash Your Car
- 2017: Lauter – Micaela Schäfer & Marco Rippegather
- 2018: Germany Olé – Micaela Schäfer, Yvonne Woelke, Andreas Ellermann
- 2018: Can You English Please? – Tobee feat. Micaela Schäfer
- 2019: Sexy Lady – El Capone feat. Micaela Schäfer
- 2022: Micaela – Rumbombe feat. Micaela Schäfer
- 2022: Hallo lieber Weihnachtsmann – DJ Seppp & Micaela Schäfer
- 2023: Ich will Fritten – Ingo ohne Flamingo feat. Micaela Schäfer

## Auszeichnungen
- Venus Award als Bestes Erotikmodel 2012
- Venus Award als Bestes Erotikmodel 2014